# Markounda
Markounda är en subprefektur i Centralafrikanska republiken.   Den ligger i prefekturen Ouham, i den västra delen av landet, 400 km norr om huvudstaden Bangui.
I omgivningarna runt Markounda växer huvudsakligen savannskog. Runt Markounda är det mycket glesbefolkat, med 5 invånare per kvadratkilometer.